# 土師宇庭
土師 宇庭（はじ の うきにわ）は、奈良時代の貴族。名は宇遅とも記される。官位は従四位下・阿波守、勘解由長官。子に秋篠安人・菅原古人がいる。
経歴等は不明。上述の『尊卑分脈』のほかに、『公卿補任』延暦廿四年条に、秋篠安人は、天平勝宝6年（754年）、従四位下土師宇遅の男として生まれた、とあるだけである。